# Ayuran del Carmen
Ayuran del Carmen es un caserío peruano ubicado en el distrito de Huancabamba, perteneciente a la provincia homónima del departamento de Piura, al norte del Perú. 

## Ubicación
Ayuran del Carmen se ubica al norte de la provincia de Huancabamba, en el distrito de Huancabamba, en el departamento de Piura.

## Demografía
En 2017 Ayuran del Carmen tenía una población de 174 habitantes.
| Gráfica de evolución demográfica de Ayuran del Carmen entre 1993 y 2017 |
|                                                                         |
| Fuentes: Población 1993 y 2017                                          |